# Ганс-Еріх Куммец
Ганс-Еріх Куммец (нім. Hans-Erich Kummetz; 19 серпня 1922, Берлін — ?) — німецький офіцер-підводник, оберлейтенант-цур-зее крігсмаріне.

## Біографія
1 грудня 1939 року вступив на флот. З 1 травня по вересень 1941 року пройшов практику вахтового офіцера на підводному човні U-79, на якому взяв участь у трьох походах, під час яких були потоплені 2 кораблі загальною водотоннажністю 3001 тонну і пошкоджений 1 корабель (10 356 тонн). З 28 вересня 1941 по 1 березня 1942 року пройшов курс підводника. З 2 березня 1942 року — 1-й вахтовий офіцер на навчальному U-137. 2 вересня 1942 року направлений на будівництво U-642. З 1 жовтня 1942 року — 1-й вахтовий офіцер на U-642, на якому взяв участь у двох походах; під час першого походу був потоплений 1 корабель (2125 тонн). З 19 липня по 15 серпня 1943 року пройшов тактичну підготовку при 27-й флотилії, з 16 серпня по 15 вересня — курс командира човна при 24-й флотилії, після чого був направлений на вивчення будови навчального U-235. З 29 жовтня 1943 року — командир U-235. 1 квітня 1945 року був поранений під час авіанальоту на Кіль, знятий з посади і відправлений в морський лазарет, де перебував в серпні 1945 року.

## Звання
- Кандидат в офіцери (1 грудня 1939)
- Морський кадет (1 травня 1940)
- Фенріх-цур-зее (1 листопада 1940)
- Оберфенріх-цур-зее (1 листопада 1941)
- Лейтенант-цур-зее (1 квітня 1942)
- Оберлейтенант-цур-зее (1 грудня 1943)

## Нагороди
- Нагрудний знак підводника (18 серпня 1941)
- Залізний хрест 2-го класу (9 квітня 1943)
- Фронтова планка підводника в бронзі (1 жовтня 1944)